# Condyloderes setoensis
Condyloderes setoensis är en djurart som tillhör fylumet pansarmaskar, och som beskrevs av Adrianov, Murakami och Shirayama 2002. Condyloderes setoensis ingår i släktet Condyloderes och familjen Centroderidae. Inga underarter finns listade i Catalogue of Life.